# Dauerheime für Säuglinge und Kleinstkinder in der DDR

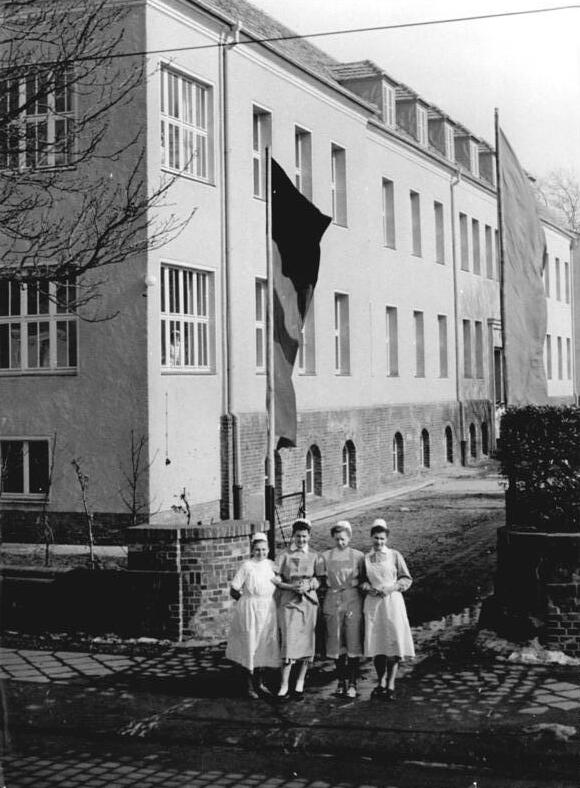
Säuglingsheim Cottbus, 1955

Bei den Dauerheimen für Säuglinge und Kleinstkinder handelte es sich um Einrichtungen des Gesundheitswesens, die unter ärztlicher Überwachung bzw. unter ärztlicher Leitung standen. Es waren Einrichtungen, in denen gesunde Säuglinge und Kleinstkinder bis zum vollendeten 3. Lebensjahr ständig untergebracht waren (auch an Sonn- und Feiertagen). Sie unterstanden von 1951 bis 1990 der Aufsicht der zuständigen Abteilung Gesundheitswesen des Rates des Land- oder Stadtkreises.
Diese Heime nahmen innerhalb der Heimerziehung in der DDR eine Sonderstellung ein. Neben Waisen und Sozialwaisen wurden auch Säuglinge sowie Kleinkinder aufgenommen und ständig untergebracht, deren Mütter alleinerziehend waren oder deren Eltern in Schichtsystemen arbeiteten. Waisen und Sozialwaisen, denen sich keine Adoptionsmöglichkeiten eröffneten, wurden nach Vollendung des 3. Lebensjahres in weiterführende Heime verlegt. Wurden Säuglinge und Kleinstkinder als gefährdet eingestuft, waren für die Anordnung der Heimerziehung seit 1969 die Organe der Jugendhilfe zuständig. Für die Durchführung der Heimerziehung waren die Organe des Gesundheitswesens verantwortlich. Sie sollten mit der Jugendhilfe zusammenarbeiten, wenn es u. a. darum ging, individuelle Erziehungsprogramme zu entwickeln.

## Entwicklung der Heime

### Erbe, Neuanfang und Orientierung in der Sowjetischen Besatzungszone bzw. in der DDR (1945–1949)
Neue Strukturen mussten aufgebaut werden und kriegsbedingte Zerstörungen gingen auch an den Heimen nicht spurlos vorbei. Ohne Improvisation konnte eine notdürftige Versorgung vieler Kriegswaisen nicht aufrechterhalten werden. Eine konzeptionelle Neuorientierung war in den ersten Jahren schwierig. Man stützte sich in der Arbeit zunächst auf Konzepte aus der Weimarer Republik.
Für alle Heime, die der Zentralverwaltung für Volksbildung (dem späteren Ministerium für Volksbildung der DDR) unterstanden, bildeten die Befehle der Sowjetischen Militäradministration in Deutschland (SMAD) die gesetzlichen Grundlagen. In diesen Befehlen wurden Säuglingsheime nicht erwähnt. Ob es eine scharfe Trennung zwischen Säuglings- und Kleinstkindheimen gab, ist gegenwärtig noch nicht hinreichend erforscht. In den Statistiken der Deutschen Zentralverwaltung für Gesundheitswesen (DZVG) werden Säuglingsheime gesondert geführt. Die Altersbegrenzung in diesen Heimen lag bei zwölf Lebensmonaten. Offen bleibt somit vorerst, ob die Fürsorge für Kleinstkinder (bis zum 3. Lebensjahr) der Zentralverwaltung für Volksbildung oder der DZVG unterstand. Eine weitere gebräuchliche Praxis in dieser Zeit war es, Säuglings- und Kleinstkindheime Entbindungsstationen in Krankenhäusern anzuschließen.

### Periode des forcierten Aufbaus und der Reformideen (1950–1960)

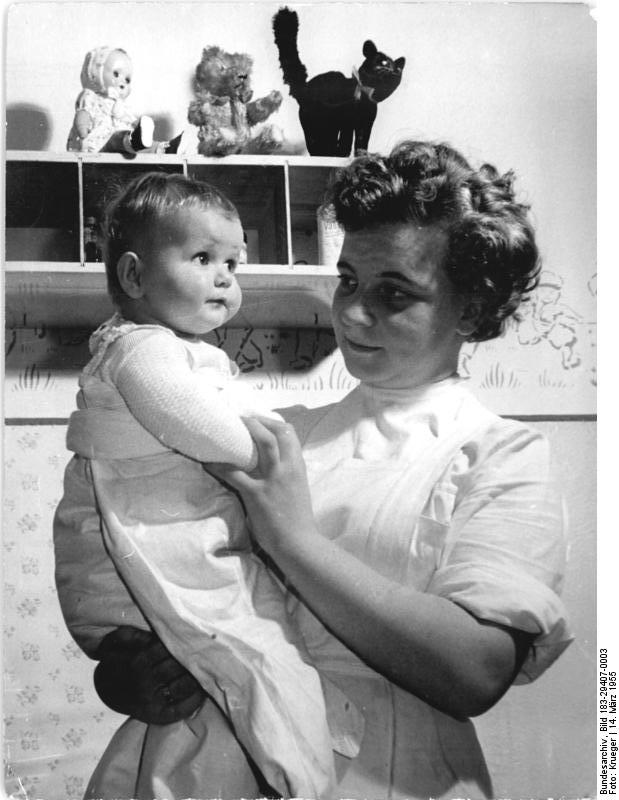
Säuglingspflegerin in Berlin, 1955

Trotz aller Bemühungen, in verlassenen oder konfiszierten Immobilien von Gutsbesitzern oder Fabrikanten Dauerheime einzurichten, fehlte es vielerorts an geeigneten Räumen. Oft wurden Baracken notdürftig hergerichtet. Auf dem Dritten Parteitag der SED 1950, und mit Verabschiedung durch die provisorische Volkskammer am 27. September 1950, erfolgte der Ausbau der Heime im Rahmen des Fünfjahresplans der Volkswirtschaft planmäßig. Mit diesem Gesetz war auch die Ausbildung von Säuglingspflegerinnen verbunden.
Die Verabschiedung des Gesetzes über den Mutter- und Kinderschutz und die Rechte der Frau ging im Jahr 1951 mit einer Umstrukturierung der Verwaltungen in den Ministerien und den unteren Verwaltungsebenen einher. Die „Abteilung für Mutter und Kind“, jetzt im Ministerium für Gesundheitswesen (MfGe), erhielt u. a. die neu festgelegten Aufgaben zur Förderung und Entwicklung der Dauerheime für Säuglinge und Kleinstkinder. Darüber hinaus wurde den Abteilungen die Amtsvormundschaft sowie das Adoptions- und Pflegekinderwesen zugeordnet. Die Kleinstkinder, die bisher in den Heimen der Volksbildung untergebracht waren, fielen jetzt in die Zuständigkeit des MfGe und wurden in deren Heime verlegt. Es kam zur konsequenten Differenzierung und zur klaren Trennung der Kinder nach Altersgruppen in den Betreuungseinrichtungen. Über die Aufnahme von Kindern und die Vergabe der Plätze in den Heimen entschied eine Kommission nach Dringlichkeit.
Der Ausbau der Dauerheime wurde bis in die späten 1950er Jahre forciert. Kritiklos blieb diese Entwicklung nicht. Vorbehalte äußerten insbesondere Pädiater, die ihre Zweifel durch eigene freie Forschungsergebnisse Ende der 1950er Jahre belegen konnten. Indirekt untermauerten ihre Ergebnisse die Erkenntnisse und theoretischen Überlegungen der angelsächsischen Forscher John Bowlby und James Robertson, die die Bindungstheorie weiterentwickelten. Auf Betreiben der Pädiater wurden Reformideen wie z. B. die Schaffung von familiären Milieus, persönliches Spielzeug und Kleidung, schnellere Adoptionsverfahren sowie Pflegepersonen für die Kinder diskutiert und erprobt.
Obwohl erhebliche Bedenken hinsichtlich einer Heimunterbringung vorlagen, stieg die Zahl der Heimplätze in den Jahren 1959 bis 1961 auf fast 11.000 Plätze an. Politisch motivierte Sichtweisen in Teilen der DDR-Regierung und der SED-Führung sahen die erzieherische Bedeutung und den Vorteil der Dauerheime in der Erziehung zur Gemeinschaft, die eine einseitige Bevorzugung ausschließe.

### Umwandlung der Dauerheime in Einrichtungen zur gesellschaftlichen Erziehung (1961–1970)
Der Bau der Berliner Mauer am 13. August 1961 blieb für die Dauerheime nicht ohne Folgen. In den Folgejahren kam es zu einer ideologischen Ausrichtung in der Erziehung in den Heimen sowie in der Kleinkindforschung. Die angeregten und erprobten Reformbemühungen durch die Pädiater wurden weitestgehend zurückgenommen. Die Risiken, die für die Heimkinder durch fehlende Nestwärme entstanden, fanden nicht genügende Beachtung. So schrieb die Ministerin für Justiz Hilde Benjamin am 25. April 1962 an den Gesundheitsminister Max Sefrin:

„Mir ist bekannt, daß führende Kinderärzte, besonders Frau Dr. Eva Schmidt-Kolmer, die Auffassung vertreten, daß Kinder in den Wochenkrippen sich langsamer entwickeln. Aus diesem Grund befürwortet sie höchstens die Unterbringung von Kindern in Tagesgruppen und betont das erhebliche Bedürfnis der Kleinkinder nach Nestwärme. (…) Ich halte es daher für dringend notwendig, daß im Zusammenhang mit dem Frauen-Kommuniqué eine ideologische Klärung bei den Ärzten über die Bedeutung der Unterbringung von Kleinkindern in Wochenheimen für die Sicherung der Durchsetzung der Gleichberechtigung der Frau erfolgt. (…) Ich möchte noch bemerken, daß ich im Anschluß an die Ministerratssitzung von einer Reihe von Kollegen Zustimmung zu meinen Ausführungen erhalten habe, insbesondere auch von dem Minister für Volksbildung.“

Die freien Forschungsgruppen in Halle, Leipzig und Berlin wurden aufgelöst. Ihre Ergebnisse wurden, wie die bindungstheoretischen Erkenntnisse von John Bowlby, James Robertson und Mary Ainsworth, bis zur politischen Wende 1990 nicht weiter publiziert. Die Anzahl der Dauerheimplätze erreichte Anfang der 1960er Jahre mit rund 11.000 ihren Höchststand. Erst nach 1962 verringerte sich die Zahl der Kinder, die in den Dauerheimen betreut wurden. 1965 wurde das „Gesetz über das einheitliche, sozialistische Bildungssystem“ verabschiedet. In diesem Gesetz wurden die Dauerheime erstmals als Vorschuleinrichtungen erfasst. 1966 wurde unter der Leitung von Eva Schmidt-Kolmer das zentralgeführte Institut für Hygiene des Kindes- und Jugendalters (IHKJ) als nachgeordnete Dienststelle des MfGe gegründet. Vergleichende Forschungsergebnisse zwischen Familienkindern und Heimkindern hat dieses Institut nicht veröffentlicht. Nennenswerte Impulse zur Verbesserung der Lebenssituation der Heimkinder gingen von dem Institut nicht aus.
Im Oktober 1966 fand in Prag das erste internationale Symposium über Krippen- und Heimprobleme unter Beteiligung einer DDR-Delegation statt. Neben Problemen der Krankheitsanfälligkeit und -häufigkeit ging es auch um die grundsätzliche Frage, ob Säuglinge und Kleinstkinder überhaupt mit einigem Erfolg in Kollektiveinrichtungen betreut werden könnten. Für die DDR-Delegation waren dies Restbestände rückständigen Denkens und sie argumentierte entsprechend.
1968 erschien unter dem Titel Pädagogische Aufgaben und Arbeitsweise der Krippen der Entwurf eines Erziehungsprogramms, das auch in den Heimen seine Anwendung fand.

### Stagnation und Auflösung (1971–1990)
Anfang der 1970er Jahre wurde eine Reihe von Anweisungen und Verordnungen für die Arbeit in den Heimen erlassen. Grundsätzliche Reformen, die auf die Bedürfnisse der Säuglinge und Kleinkinder eingingen, sucht man in dieser Zeit vergeblich. Internationale Forschungserkenntnisse aus dem Säuglings- und Kleinkindbereich, wie die von Emmi Pikler aus Ungarn, fanden in der Heimbetreuung der DDR keinen Widerhall. 1983 wurde vor dem „Rat für medizinische Wissenschaften“ beim Minister für Gesundheitswesen das neue Erziehungsprogramm für Krippen und Heime vorgestellt und abgesegnet. Margot Honecker, Ministerin für Volksbildung, stoppte das bereits genehmigte Erziehungsprogramm. Im Ergebnisprotokoll der Kommission zur Vorschulerziehung heißt es dazu:

„Generell zeichnet sich ab, daß die Ansprüche an die Arbeit zur Herausbildung sozialistischer Verhaltensgewohnheiten und Eigenschaften nicht klar ausgewiesen sind. (…) Die ungenügende inhaltliche Konkretisierung dieser Aufgaben birgt die Gefahr einer subjektiven Auslegung und einer indifferenten Erziehungsarbeit in sich.“

Das neue „Programm für die Erziehungsarbeit in den Kinderkrippen“ wurde überarbeitet und 1987 verbindliche Arbeitsgrundlage auch für die Dauerheime. Neben dem neuen Erziehungsprogramm sollten durch vereinzelte Veränderungen, wie z. B. persönliches Spielzeug oder Fotomappen, Nachteile in der Entwicklung für die Heimkinder ausgeglichen werden. Trotz der bekannten Risiken für die Kinder hielt man an dieser Form der Säuglings- und Kleinstkindbetreuung fest. Ende der 1980er Jahre war die Zahl der gemeldeten Heimkinder wieder auf über 4000 angestiegen. Ein eigenständiges pädagogisches Heimkonzept, das die besondere Betreuungsform und die entwicklungspsychologischen Besonderheiten der Säuglinge und Kleinstkinder in den Heimen berücksichtigt, wurde nicht entwickelt.
Mit der Wende stand das gesamte staatliche Erziehungswesen zur Disposition. Die Dauerheime für Säuglinge und Kleinstkinder wurden im Zuge der deutschen Wiedervereinigung aufgelöst oder in Kinderheime sowie andere soziale Einrichtungen umgewandelt.

## Dauerheime
| Bezirk                    | Ort                     | Name, Adresse                                                       | Zeitraum des Bestehens  |
| ------------------------- | ----------------------- | ------------------------------------------------------------------- | ----------------------- |
| Bezirk Rostock            | Greifswald              | Säuglings B-Station Universitätskinderklinik, Fleischmannstr. 8     | unbekannt               |
| Bezirk Rostock            | 18586 Baabe             | Säuglingsheim und Wochenkrippe Strandstraße 40                      | bis 1992                |
| Bezirk Rostock            | Rostock                 | Säuglingsheim, Krippen & Heime der Stadt Rostock, Blücherstraße 55a | vor 1966 bis mind. 1968 |
| Bezirk Schwerin           | Pinnow                  |                                                                     |                         |
| Bezirk Schwerin           | Güstrow                 | Professor Stolte Säuglingsheim, Goldberger Str. 8                   |                         |
| Bezirk Schwerin           | Neustrelitz             | Professor Czerny Säuglingsheim                                      |                         |
| Bezirk Schwerin           | Plau                    | Säuglingsheim, Ziegeleiweg 26                                       |                         |
| Bezirk Schwerin           | Eldena                  | Wochenkrippe, (heutige) Altonaer Straße                             | mind. 1960 – mind. 1973 |
| Bezirk Neubrandenburg     | Schönenwalde            | ...                                                                 | ...                     |
| Bezirk Magdeburg          | Blankenburg             | Eleonorenheim                                                       |                         |
| Bezirk Magdeburg          | Schönebeck              | Marienheim, Leninstr. 88 a                                          |                         |
| Bezirk Magdeburg          | Ballenstedt             | Säuglingsheim, Lange Str. 7                                         |                         |
| Bezirk Magdeburg          | Halberstadt             | Dauerheim für Kleinkinder, Ernst-Thälmann-Str. 29                   |                         |
| Bezirk Potsdam            | Brandenburg             | Säuglingsheim, Wilhelmsdorfer Straße                                |                         |
| Bezirk Potsdam            | Falkensee               | Säuglingsheim, Donaustr. 15                                         |                         |
| Bezirk Potsdam            | Hennigsdorf             | Säuglingsheim                                                       |                         |
| Bezirk Potsdam            | Ketzin                  | Säuglingsheim, Baustr. 3A                                           |                         |
| Bezirk Potsdam            | Teltow                  | Säuglingsheim im Diakonissenhaus, Philipp-Müller-Alle 45            |                         |
| Berlin Hauptstadt der DDR | Pankow                  | Blankenburg                                                         |                         |
| Berlin Hauptstadt der DDR | Treptow                 | Schönetaler Weg                                                     |                         |
| Berlin Hauptstadt der DDR | Treptow                 | Tunnelstraße                                                        |                         |
| Bezirk Frankfurt (Oder)   | Bad Saarow              | Säuglingsheim, Karl-Marx-Damm 15                                    |                         |
| Bezirk Frankfurt (Oder)   | Buckow                  | Clara Zetkin Säuglingsheim später Haus Sonnenschein                 |                         |
| Bezirk Frankfurt (Oder)   | Joachimsthal            | Waldhof / Anne Frank, Waldhof                                       |                         |
| Bezirk Erfurt             | Gotha                   | Dauerheim Gotha, Sonnebornerstr. 20                                 |                         |
| Bezirk Erfurt             | Nordhausen              | Dauerheim Nordhausen, Alexander Puschkin Str. 2                     |                         |
| Bezirk Erfurt             | Apolda                  | Dauerheim Apolda, Faulborn. 33                                      |                         |
| Bezirk Halle              | Halle                   | Rosa Luxemburg, Klosterstr. 5                                       |                         |
| Bezirk Halle              | Halle                   | Säuglingsheim, Murmansker Str. 16                                   |                         |
| Bezirk Halle              | Halle                   | Säuglingsheim Fritz-Weineck-Ufer 8                                  |                         |
| Bezirk Halle              | Halle                   | Vollheim, Dieselstr. 57                                             |                         |
| Bezirk Halle              | Landsberg               | Säuglingsheim, Friedensplatz 1                                      |                         |
| Bezirk Halle              | Bernburg                | Säuglingsheim, Friedensallee 35                                     |                         |
| Bezirk Halle              | Bitterfeld              | Säuglingsheim, Ignaz-Stoof-Str. 13                                  |                         |
| Bezirk Halle              | Kropstädt               | Säuglingsheim, Weddiner Weg 8                                       |                         |
| Bezirk Halle              | Weißenfels              | Säuglingsheim, Novalisstraße 23                                     |                         |
| Bezirk Leipzig            | Leipzig                 | Am Rosenthal, Tschaikowskistr. 28                                   |                         |
| Bezirk Leipzig            | Leipzig                 | Säuglingsheim, Langestr. 14                                         |                         |
| Bezirk Leipzig            | Naunhof                 | Dauerheim, Schloßstr. 20                                            |                         |
| Bezirk Leipzig            | Zeitz                   | Säuglingsheim, Semmelweisstraße 10                                  |                         |
| Bezirk Cottbus            | Cottbus                 | Säuglingsheim, Thiemstr. 39                                         |                         |
| Bezirk Cottbus            | Hoyerswerda             | Bethesda, Schulstr. 3–5                                             |                         |
| Bezirk Cottbus            | Hoyerswerda             | Krippe 14                                                           |                         |
| Bezirk Cottbus            | Finsterwalde            | Frankenauer Weg 42                                                  |                         |
| Bezirk Cottbus            | Guben                   | Städtisches Säuglingsheim                                           |                         |
| Bezirk Suhl               | ...                     | ...                                                                 | ...                     |
| Bezirk Gera               | Rudolstadt              | Säuglingsheim, Richard-Wagner-Str. 2                                | ...                     |
| Bezirk Karl-Marx-Stadt    | Reichenbach im Vogtland | Kinderheim Syrau bei Plauen, Wiesenstr. 16                          | ...                     |
| Bezirk Dresden            | Dresden                 | Maxim Gorki Säuglingsheim                                           |                         |
| Bezirk Dresden            | Neukirch                | Kleinstkinderheim, Georgenbadstr. 25                                |                         |

## Gesellschaftliche Aufarbeitung

### Fonds Heimerziehung
Angesichts des erlittenen Unrechts in den Dauerheimen für Säuglinge und Kleinstkinder in der DDR und in den Einrichtungen der Jugendhilfe beschlossen der Deutsche Bundestag und die Jugendminister der Länder, gleichwertige Hilfsangebote auch für Betroffene der DDR-Heimerziehung, die heute noch an Folgeschäden leiden, vorzusehen. Der am 26. März 2012 vorgelegte Bericht „Aufarbeitung der Heimerziehung in der DDR“ bildete eine wichtige Grundlage für die Erarbeitung konkreter Hilfsangebote. In diesem Bericht kommen Bundesregierung und die ostdeutschen Länder zu der Einschätzung, dass Zwang und Gewalt für viele Säuglinge, Kinder und Jugendliche in den DDR-Heimen eine alltägliche Erfahrung waren und Menschenrechte verletzt wurden. Die Erlebnisse in den Heimen führten zu massiven Beeinträchtigungen der Lebenschancen und Entwicklungspotentiale der Betroffenen, die bis heute teilweise traumatisch nachwirken.
In der Präambel zum Bericht Aufarbeitung der Heimerziehung in der DDR aus dem Jahr 2012 heißt es dazu:

„Wir wünschen uns, dass mit der Einrichtung des Fonds Heimerziehung in der DDR in den Jahren 1949 bis 1990 und den vorgelegten Expertisen und dem Bericht das Gefühl der Ohnmacht, das viele ehemalige Heimkinder empfinden, überwunden werden kann und dass diese Angebote als ein Beitrag zur Versöhnung und Herstellung von Rechtsfrieden verstanden werden.“

Der Bund, die Länder Berlin, Brandenburg, Mecklenburg-Vorpommern, Sachsen-Anhalt sowie die Freistaaten Sachsen und Thüringen haben den Fonds gemeinsam errichtet. Seit dem 1. Juli 2012 ist der Fonds mit einem Volumen von insgesamt 40 Millionen Euro eingerichtet.

### Gewährung von Hilfen und Unterstützungsleistungen
Die Angebote des Fonds richten sich unabhängig von der Trägerschaft der Heimeinrichtung an ehemalige DDR-Heimkinder, die in den Jahren 1949 bis 1990 in einem Dauerheim für Säuglinge und Kleinstkinder oder in einem Heim der Jugendhilfe untergebracht waren und denen Unrecht und Leid zugefügt wurde, an dessen Folgeschäden sie heute noch leiden. Das Hilfesystem des Fonds sollte bestehende sozialrechtliche Versorgungssysteme ergänzen, sie jedoch nicht ersetzen.
Ausgleichszahlungen werden gewährt, soweit für erbrachte Arbeitsleistungen während des Heimaufenthalts keine Beiträge in die Sozialversicherung der DDR gezahlt wurden oder geleistete Beiträge durch die Rentenversicherung nicht anerkannt wurden und es deshalb zu einer Minderung von Rentenansprüchen kommt. Ein Rechtsanspruch auf Leistungen aus dem Fonds besteht nicht.
Die regionalen Anlauf- und Beratungsstellen für den Fonds geben Auskunft, beraten und nahmen Anträge über Hilfen und Unterstützungsleistungen entgegen. Zuständig ist grundsätzlich die regionale Anlauf- und Beratungsstelle in den jeweiligen Bundesländern, in deren Einzugsgebiet ein Betroffener seinen aktuellen Wohnort hat. Die gestellten Anträge und eingereichten Unterlagen wurden an das Bundesamt für Familie und zivilgesellschaftliche Aufgaben (BAFza) weitergeleitet und von ihr auf Vollständigkeit sowie Schlüssigkeit geprüft. Im Weiteren stellt dann dieses Amt die finanziellen Mittel bereit und zahlt diese aus.
Aufgrund der hohen Anzahl ehemaliger Heimkinder war der Fonds bereits Anfang 2014 ausgeschöpft und wurde im Weiteren mit Mitteln des Bundes sowie der Länder wieder aufgestockt. Neuanträge auf Leistungen aus dem Fonds konnten bis zum 30. September 2014 gestellt werden. Im Zeitraum Juli 2012 und Ende September 2014 haben sich rund 27.500 Betroffene gemeldet. Die Laufzeit des Fonds endete am 31. Dezember 2018.
Zum 31. Dezember 2019 lief die Frist für Rehabilitierungsanträge von Opfern durch die DDR-Willkür aus. Davon waren auch ehemalige Heimkinder betroffen, die u. a. sexuellen Kindesmissbrauch in den Einrichtungen erfahren haben. Die Bundesjustizministerin Katarina Barley (SPD) plante deshalb, Entschädigungen zu erleichtern und die Antragsfristen zu streichen.
Im August 2019 wurde der Abschlussbericht der Fonds Heimerziehung und die Stellungnahme der Bundesregierung veröffentlicht. Die Ziele der Errichter der Fonds waren hoch gesteckt und im Fazit der Stellungnahme der Bundesregierung heißt es: „Nicht in jedem Einzelfall sind die Fonds diesen hohen Anforderungen im vollen Umfang gerecht geworden. Aber die breite Zufriedenheit der Betroffenen insgesamt belegt eindrucksvoll, dass sich der finanzielle und immaterielle Aufwand gelohnt hat. Ausschlaggebend für den Erfolg der Fonds war nicht zuletzt die Bereitschaft der Errichter, gemeinsam mit den Vertreterinnen und Vertretern der Betroffenen bei der Umsetzung der Fonds neue Wege zu gehen, Lösungsmöglichkeiten auszuprobieren und getroffene Entscheidungen auch zu korrigieren, wenn es im Sinne einer betroffenenfreundlichen Praxis notwendig war. Damit ist es gelungen, auch die übergeordneten Ziele der Fonds zu erreichen und einen Beitrag zur gesellschaftlichen Aufarbeitung und Aussöhnung mit einem dunklen Kapitel der neueren deutschen Geschichte zu leisten.“
Finanziert durch das Bundesministerium für Bildung und Forschung (BMFB) wird für den Zeitraum von 2019 bis 2022 über den TESTIMONY Forschungsverbund weitere Hilfe bei der Bewältigung und Aufarbeitung für Betroffene angeboten, die in der DDR in Heimen oder Jugendwerkhöfen untergebracht waren. Ein speziell entwickeltes schreibbasiertes Online-Programm hilft dabei, die Erfahrungen aus dieser Zeit aufzuschreiben, um in Zukunft besser damit umgehen zu können. Das Online-Programm und die Studie werden von der Medical School Berlin durchgeführt und wissenschaftlich von ihr ausgewertet. Ziel der Studie soll sein, die Wirksamkeit des Angebotes sowie den Nutzen für die Teilnehmenden zu ermitteln. Darüber hinaus wird eine Übersicht über weitere bestehende Hilfeangebote gegeben.

## Persönlichkeiten, die im Dauerheim lebten
- Peter Wawerzinek, * 1954, deutscher Schriftsteller